# Рубен Галван
Рубен Галван (7. април 1952 — 14. март 2018) био је аргентински фудбалски везњак који је играо за ФК Атлетико Индепендијенте већи део своје каријере. На међународном нивоу био је део репрезентације Аргентине која је на домаћем тлу освојила ФИФА-ин светски куп 1978. године.

## Клупска каријера
Галван је један од најтрофејнијих играча у историји аргентинског фудбала са четири трофеја Копа Либертадорес, два Национална првенства и титулом Светског купа.
Галван је био део тима Индепендијентеа који је освојио четири узастопне титуле Копа Либертадорес између 1972. и 1975. Такође је био део тима који је освајао национална првенства 1977. и 1978. године.
Године 1980. играо је мали период с Естудиантесом де Ла Платаом, али се повукао касније те године, са 27 година.

## Лични живот
Надимак му је био Ел Негро. Галван је 2007. године се борио са хепатитисом Ц који је захтевао трансплантацију јетре. Умро је од цирозе у марту 2018.